# 4 août en sport
4 juillet 4 septembre
Chronologies thématiques
- Croisades
- Ferroviaires
- Disney

Le 4 août (216e jour de l'année ou 217e en cas d'année bissextile) en sport.

## Événements

### XXesièclede1901à1950
- 1905 :
  - (Football) : fondation du club argentin d'Estudiantes de La Plata.
- 1907 :
  - (Cyclisme /Tour de France) : Lucien Petit-Breton remporte le Tour de France 1907 devant Gustave Garrigou et Émile Georget.
- 1924 :
  - (Athlétisme) : Elise Van Truyen porte le record du monde de saut en hauteur féminin à 1,51 mètre.
- 1928 :
  - (Sport automobile) : Grand Prix automobile de Pescara
- 1936 :
  - (Athlétisme) : aux Jeux de Berlin, l'Américain Jesse Owens remporte sa deuxième médaille d'or olympique dans l'épreuve du saut en longueur.

### XXesièclede1951à2000
- 1951 :
  - (Athlétisme) : l'Australienne Shirley de la Hunty établit un nouveau record du monde féminin sur 100 mètres à Varsovie : 11 s 3/100. Ce record tiendra près de six ans.
- 1957 :
  - (Sport automobile) : au soir du GP d'Allemagne, disputé sur le Nürburgring, à l'issue du duquel il a obtenu la 24e (et dernière) victoire de sa carrière, l'Argentin Juan Manuel Fangio remporte — alors qu'il reste encore deux courses à disputer — son cinquième titre (dont quatre consécutifs) de Champion du monde de Formule 1 au volant d'une Maserati.
- 1963 :
  - (Formule 1) : Grand Prix automobile d'Allemagne.
- 1968 :
  - (Formule 1) : Grand Prix automobile d'Allemagne.
- 1974 :
  - (Formule 1) : Grand Prix automobile d'Allemagne.
  - (Rallye automobile) : arrivée du Rallye de Finlande.
- 1976 :
  - (Athlétisme) : Dwight Stones porte le record du monde de saut en hauteur à 2,32 mètres.
- 1978 :
  - (Athlétisme) : Sara Simeoni porte le record du monde de saut en hauteur féminin à 2,01 mètres.
- 1979 :
  - (Athlétisme) : Marita Koch porte le record du monde féminin du 400 mètres à 46 s 6/100.
- 1984 :
  - (Natation) : à Los Angeles, lors de la finale des Jeux olympiques d'été, l'équipe des États-Unis, composée de Rick Carey, Steve Lundquist, Pablo Morales et Rowdy Gaines porte le record du monde du relais 4×100 m 4 nages à 3 min 39 s 30/100.
- 1985 :
  - (Formule 1) : Grand Prix automobile d'Allemagne.
- 1996 :
  - (Jeux olympiques) : à Atlanta, clôture des Jeux olympiques d'été de 1996.
- 1997 :
  - (Athlétisme) : Stéphane Diagana devient champion du monde du 400 m haies à Athènes.
- 1999
  - (Football) : le Mexique remporte la Coupe des confédérations 1999 en s'imposant en finale 4-3 face au Brésil.

### XXIesiècle
- 2002 :
  - (Tennis) : l'Argentin Guillermo Cañas remporte le tournoi Masters Series du Canada en battant en finale l'Américain Andy Roddick 6-4, 7-6.
- 2004 :
  - (Football) : Zinédine Zidane annonce son retrait de l'équipe de France de football avant de revenir sur sa décision un an plus tard.
- 2011  :
  - (Football) : victoire du Bayern Munich : TSV Pähl 1 - 22 Bayern Munich
- 2012 : 
  - (JO) : 11e jour de compétition aux Jeux olympiques de Londres.
- 2015 :
  - (Natation /Championnats du monde) : dans l'épreuve féminine du plongeon de haut-vol, victoire de l'Américaine Rachelle Simpson. En natation sportive, dans l'épreuve du 200 nage libre masculin, victoire du Britannique James Guy, dans le 100 m dos féminin, victoire de l'Australienne Emily Seebohm; Dans le 1 500 m nage libre féminin, victoire de l'Américaine Katie Ledecky qui améliore le record du monde en 15 min 25 s 48. Dans le 100 m dos masculin, victoire de l'Australien Mitch Larkin et dans le 100 m brasse féminin, victoire de la Russe Yuliya Efimova.
- 2016 : 
  - (Jeux olympiques de Rio 2016) : 2e jour de compétition. Cette journée olympique se déroule la veille de l'ouverture officielle des Jeux olympiques.
- 2017 : 
  - (Athlétisme /Championnats du monde) : début de la 16e édition des Mondiaux d'athlétisme qui se déroulent à Londres au Royaume-Uni jusqu'au 13 août 2017. Et sur l'épreuve du 10 000 m hommes, victoire du Britannique Mohamed Farah.
  - (Football /Championnat de France) : début de la 80e édition du Championnat de France de football qui se terminera le 19 mai 2018.
- 2018 :
  - (Championnats sportifs européens) : sur la 3e journée de compétition, en natation sportive, chez les hommes, sur 50 m dos, victoire du Russe Kliment Kolesnikov, sur 100 m brasse, victoire du Britannique Adam Peaty. Chez les femmes, sur 50 m nage libre et sur 100 m papillon, victoire de la Suédoise Sarah Sjöström, sur 800 m nage libre, victoire de l'Italienne Simona Quadarella. Sur le relais 4×200m nage libre mixte, victoire des  Allemands : Jacob Heidtmann, Henning Mühlleitner, Reva Foos et Annika Bruhn. En Natation synchronisée, sur le par équipes libre, victoire des Russes : Anastasiia Arkhipovskaia, Anastasia Bayandina, Daria Bayandina, Marina Goliadkina, Veronika Kalinina, Polina Komar, Maria Shurochkina et Darina Valitova. En cyclisme sur piste, chez les hommes, sur le kilomètre, victoire du Néerlandais Matthijs Büchli et sur l'omnium, victoire du Britannique Ethan Hayter. Chez les femmes, sur la course aux points, victoire de l'Italienne Maria Giulia Confalonieri. en gymnastique artistique féminine, sur le concours par équipes, victoire des Russes : Liliia Akhaimova, Irina Alekseeva, Angelina Melnikova, Uliana Perebinosova et Angelina Simakova. En aviron, chez les hommes, en quatre de pointe poids légers, victoire des Italiens : Catello Amarante II, Paolo Di Girolamo, Andrea Micheletti et Matteo Mulas, en deux de pointe, victoire des Croates : Martin Sinković et Valent Sinković, en quatre de pointe, victoire des Roumains : Mihăiță Țigănescu, Cosmin Pascari, Ștefan Constantin Berariu et Ciprian Huc puis sur le quatre de couple, victoire des Italiens : Filippo Mondelli, Andrea Panizza, Luca Rambaldi et Giacomo Gentili. Chez les femmes, en deux de pointe, victoire des Roumaines : Mădălina Bereș et Denisa Tîlvescu, en deux de couple, victoire des Françaises : Hélène Lefebvre et Élodie Ravera-Scaramozzino, en quatre de pointe, victoire des Russes : Ekaterina Sevostianova, Anastasia Tikhanova, Ekaterina Potapova et Elena Oriabinskaia, en quatre de couple, victoire des Polonaises : Agnieszka Kobus, Marta Wieliczko, Maria Springwald et Katarzyna Zillmann, en huit, victoire des Roumaines : Ioana Vrînceanu, Viviana Iuliana Bejinariu, Adriana Ailincăi, Maria Tivodariu, Beatrice Mădălina Parfenie, Iuliana Popa, Mădălina Bereș, Denisa Tîlvescu et Daniela Druncea.
  - (Football /Trophée des champions) : en Chine, au Stade du centre sportif universitaire de Shenzhen, le PSG commence sa saison en remportant le Trophée des champions face à Monaco (4-0).
- 2021 :
  - (JO /JO de Tokyo ) : 15e journée des JO.
- 2024 :
  - (Jeux olympiques d'été /JO de Paris) : 11e jour de compétitions des Jeux olympiques.

## Naissances

### XIXesiècle
- 1884 : 
  - Henri Cornet, cycliste sur route français. Vainqueur du Tour de France 1904 et de Paris-Roubaix 1906. († 18 mars 1941).
- 1900 : 
  - Guy Middleton nageur français. († 30 octobre 1994).

### XXesièclede1901à1950
- 1909 : 
  - Glenn Cunningham athlète de demi fond américain. Médaillé d'argent du 1 500 m aux Jeux de Berlin 1936. († 10 mars 1988).
- 1913 : 
  - Adrian Quist, joueur de tennis australien. Vainqueur des Open d'Australie 1936, 1940 et 1948 ainsi que de la Coupe Davis 1939. († 17 novembre 1991).
  - Jean Saint-Fort Paillard, cavalier de dressage français. Champion olympique par équipes aux Jeux de Londres 1948. († 16 janvier 1990).
- 1914 : 
  - Neil Colville, hockeyeur sur glace puis entraîneur canadien. († 26 décembre 1987).
- 1917 : 
  - John Fitch, pilote de courses automobile américain. († 31 octobre 2012).
- 1921 : 
  - Maurice Richard, hockeyeur sur glace puis entraîneur canadien. († 27 mai 2000).
- 1927 : 
  - Gilbert Bauvin, cycliste sur route français. Vainqueur du Tour de Romandie 1958.
- 1928 :
  - Christian Goethals, pilote de courses automobile belge. († 26 février 2003).
- 1929 : 
  - André Sanac joueur de rugby à XV français. (10 sélections en équipe de France). († 5 février 2015).
- 1931 :
  - Karol Petroš, footballeur tchécoslovaque puis tchèque. († ? janvier 2013).
- 1935 :
  - Hans-Walter Eigenbrodt, footballeur allemand. († 29 mars 1997).
- 1937 : 
  - Thierry Roland, journaliste sportif français. Commentateur des matchs de football. († 16 juin 2012).
- 1943 :
  - Bjørn Wirkola, sauteur à ski, skieur de nordique et footballeur norvégien. Champion du monde de saut à ski des tremplins K70 et K90 1966.
- 1945 : 
  - Mario Prosperi, footballeur suisse. (21 sélections en équipe nationale).
- 1947 : 
  - Lucien Pariès joueur de rugby à XV français. Vainqueur du Tournoi des cinq nations 1970. (8 sélections en équipe de France). († 28 janvier 1998).
- 1949 : 
  - Walter Lechner, pilote de courses automobile autrichien.
  - John Riggins, joueur de foot U.S. américain.
- 1950 :
  - Caldwell Jones, basketteur américain. († 21 septembre 2014).

### XXesièclede1951à2000
- 1951 :
  - Peter Squires, joueur anglais de rugby à XV. (29 sélections en équipe nationale).
- 1953 :
  - Henk Lubberding, cycliste sur route néerlandais. Vainqueur du Tour de Norvège 1985 et de Gand-Wevelgem 1980.
  - Hiroyuki Usui, footballeur puis entraîneur japonais. (31 sélections en équipe nationale).
- 1956 :
  - Gerry Cooney, boxeur américain.
- 1958 :
  - Mary Decker athlète de fond et de demi fond américaine. Championne du monde du 3 000 m et du 5 000 m 1983. Détentrice du record du monde du 10 000 m du 16 juillet 1982 au 29 mai 1983 et du 5 000 m du 5 juillet 1982 au 28 juin 1984.
- 1962 :
  - Roger Clemens, joueur de baseball américain.
- 1964 :
  - Anita Protti athlète de sprint suisse.
- 1966 :
  - Luc Leblanc, cycliste sur route français. Champion du monde de cycliste sur route 1994.
  - Edwig Van Hooydonck, cycliste sur route belge. Vainqueur des Tours des Flandres 1989 et 1991.
- 1967 :
  - Jean-René Akono, volleyeur puis entraîneur franco-camerounaise. Champion d'Afrique de volley-ball masculin 1989. (120 sélections avec l'équipe du Cameroun). Sélectionneur de l'équipe du Cameroun féminine depuis 2014. Champion d'Afrique féminin de volley-ball 2017.
  - Marcelo Filippini, joueur de tennis uruguayen.
  - Niclas Jönsson, pilote de courses automobile suédois.
  - Stéphane Moulin, footballeur puis entraîneur français.
- 1973 :
  - Xavier Marchand, nageur français. Médaillé d'argent du 200 m 4 nages aux Championnats du monde de natation 1998. Médaillé d'argent du 200 m 4 nages aux Championnats d'Europe de natation 1997.
- 1974 :
  - Corinne Diacre, footballeuse puis entraîneuse française. (121 sélections en équipe de France).
  - Cristian González, footballeur argentin. Champion olympique aux Jeux d'Athènes 2004. (56 sélections en équipe nationale).
- 1975 :
  - Karim Laghouag, cavalier de concours complet français. Champion olympique par équipes aux Jeux de Rio 2016, médaillé de bronze aux Jeux de Tokyo 2020 et d'argent aux Jeux de Paris 2024.
- 1976 :
  - Trevor Woodman, joueur de rugby à XV puis entraîneur anglais. Champion du monde de rugby à XV 2003. Vainqueur du Grand Chelem 2003, des tournois des Six Nations 2000 et 2001 puis du Challenge européen 2005. (22 sélections en équipe nationale).
- 1977 :
  - Luis Boa Morte, footballeur portugais. (28 sélections en équipe nationale).
  - Marek Heinz, footballeur tchèque. (30 sélections en équipe nationale).
- 1981 :
  - Andreï Kirioukhine, hockeyeur sur glace russe. († 7 septembre 2011).
  - Jan Kristiansen, footballeur danois. (11 sélections en équipe nationale).
  - Julien Sauret, basketteur français.
- 1983 :
  - Rubinho, footballeur brésilien.
- 1985 :
  - Marco Russ, footballeur allemand.
  - Ha Seung-jin, basketteur sud-coréen.
  - Antonio Valencia, footballeur équatorien. (88 sélections en équipe nationale).
- 1986 :
  - Ricardo Faty, footballeur sénégalais. (4 sélections en équipe nationale).
  - Dwight Burke, basketteur américain.
- 1987 :
  - Marreese Speights, basketteur américain.
- 1988 :
  - Daniel Carriço, footballeur portugais. Vainqueur des Ligue Europa 2014, 2015 et 2016. (1 sélection en équipe nationale).
  - Kelley O'Hara, footballeuse américaine. Championne olympique aux Jeux de Londres 2012. Championne du monde de football 2015 et 2019. (160 sélections en équipe nationale).
- 1989 :
  - Myriam Kloster, volleyeuse française. (52 sélections en équipe de France).
- 1990 :
  - Betsy Hassett, footballeuse néo-zélandaise. Championne d'Océanie de football 2014 et 2018. (147 sélections en équipe nationale).
- 1992 :
  - Romain Arneodo, joueur de tennis franco-monégasque.
  - Daniele Garozzo, fleurettiste italien. Champion olympique du fleuret individuel aux Jeux de Rio 2016. Champion du monde d'escrime du fleuret par équipes 2015 et 2017. Champion d'Europe d'escrime du fleuret individuel 2017. Champion d'Europe d'escrime du fleuret individuel 2017.
  - Refiloe Jane, footballeuse sud-africaine. Championne d'Afrique des Nations de football 2022. (117 sélections en équipe nationale).
  - Timur Safin, fleurettiste russe. Champion olympique du fleuret par équipes et médaillé de bronze en individuel aux Jeux de Rio 2016. Champion d'Europe d'escrime du fleuret individuel et par équipes 2016.
- 1993 :
  - Dorian Aldegheri joueur international français de rugby à XV.
  - Giovanni Di Lorenzo, footballeur italien. (48 sélections en équipe nationale).
  - Stefan Janković, basketteur serbo-canadien.
- 1994 :
  - Federico Ruzza joueur italien de rugby à XV.
  - Matt Thomas, basketteur américain.
- 1995 :
  - Thiago André athlète de demi fond brésilien.
- 1997 :
  - Nora Baltruweit, joueuse internationale allemande de rugby à XV.
  - Tuva Hansen, footballeuse norvégienne. (31 sélections en équipe nationale).
  - Cinzia Zehnder, footballeuse suisse. (18 sélections en équipe nationale).
- 1998 :
  - Nicolas Kocik, footballeur français.
- 1999 :
  - Julien Delbouis joueur français de rugby à XV.
- 2000 :
  - Jackson Porozo, footballeur équatorien. (3 sélections en équipe nationale).

### XXIesiècle
- 2003 :
  - Mason Burstow, footballeur anglais.
  - William Osula, footballeur danois.
- 2005 :
  - Killian Malwaya, basketteur français.

## Décès

### XXesièclede1951à2000
- 1953 :
  - Claud O'Donnell, 67 ans, joueur de rugby à XIII et à XV australien. (° 30 janvier 1886).
- 1979 : 
  - Roger Lambrecht, 63 ans, cycliste sur route belge. (° 1er janvier 1916).
- 1983 : 
  - Alfred Nakache 64 ans, nageur et joueur de water-polo français. Médaillé d'argent du relais 4×200m aux Championnats d'Europe de natation 1938. (° 18 novembre 1915).

### XXIesiècle
- 2007 :
  - Frank Octavius Mancuso, 89 ans, joueur de baseball américain. (° 23 mai 1918).
  - Tina Richter-Vietor, 31 ou 32 ans, cavalière de concours complet allemande. (° ? 1975).
- 2011 : 
  - Naoki Matsuda, 34 ans, footballeur japonais. Champion d'Asie de football 2000 et 2004. (40 sélections en équipe nationale). (° 14 mars 1977).
- 2015 :
  - Achim Hill, 80 ans, rameur en aviron allemand. Médaillé d'argent en skiff lors des Jeux olympiques de 1960 et de 1964. (° 1er avril 1935).
- 2016 : 
  - Charles Toubé, 58 ans, footballeur camerounais. Champion d'Afrique de football en 1984. (6 sélections en équipe nationale). (° 22 janvier 1958).
- 2018 :
  - Roger Brethes, 82 ans, joueur de rugby à XV français. (1 sélection en équipe nationale). (° 31 janvier 1936).
- 2019 :
  - Prudencio Cardona, 67 ans, boxeur colombien. Champion du monde des poids mouches entre le 20 mars et le 24 juillet 1982. (° 22 décembre 1951).
  - Jean-Paul Driot, 68 ans, homme d'affaires français. Cofondateur de l'écurie DAMS. (° 7 septembre 1950).
  - Harald Nickel, 66 ans, footballeur allemand. (3 sélections en équipe nationale). (° 21 juillet 1953).